# Manfred Kummer
Manfred Kummer (* 29. Juli 1928 in Planitz; † 8. Dezember 2012) war ein deutscher Elektroingenieur und Hochschul-Professor für Hochfrequenztechnik.

## Leben
Nach der Schulausbildung studierte er Schwachstrom- und Hochfrequenztechnik an der damaligen Technischen Hochschule (TH) und heutigen Technischen Universität Dresden. Im Jahr 1956 wechselte er nach Ilmenau an das Institut für Hochfrequenztechnik und Elektronenröhren der damaligen Hochschule für Elektrotechnik (HfE), heute Technische Universität Ilmenau, die 1963 zur Technischen Hochschule (TH) wurde.
Mit seiner Dissertation über ein Thema aus dem Gebiet der Mikrowellenmesstechnik wurde er dort zum Doktor-Ingenieur (Dr.-Ing.) promoviert, bevor er im Jahr 1968 zum Professor ernannt wurde und die Leitung des Fachgebietes Mikrowellentechnik übernahm. Im selben Jahr wurde er auch der Direktor der Sektion Informationstechnik und Theoretische Elektrotechnik. Bis zu seiner altersbedingten Pensionierung betreute er mehr als vierzig Doktoranden und blieb auch danach der Mikrowellentechnik eng verbunden. Er starb nach langer Krankheit im Alter von 84 Jahren.

## Schriften (Auswahl)
- Grundlagen der Mikrowellentechnik. Verlag Technik, DDR, 1989, ISBN 978-3341-00088-5.